# Al-Qurayat
Al Qurayat (en árabe: القريات‎) es una localidad de Arabia Saudita, en la región de Yauf. Está integrada como suburbio de Yida, 3 km al sur de esa ciudad.

## Demografía
Según estimación 2010 contaba con 116325 habitantes.
- Datos: Q5661706

1. 1 2  Word Gazetteer. (enlace roto disponible en Internet Archive; véase el historial, la primera versión y la última).